# البوكاسير
بلدية أبو القاصي أو (نقحرة:  البوكاسير) (بالإسبانية: Albocácer)‏، هي إحدى بلديات مقاطعة قسطلونة التي تقع في منطقة بلنسية، في شرق إسبانيا.
يبلغ عدد سكانها 1.377 نسمة وفقاً لإحصائية سنة (2006).